# 利昂·斯平克斯
利昂·斯平克斯（西班牙語：Leon Spinks，1953年7月11日—2021年2月5日），生于密苏里州圣路易斯，美国男子拳击运动员。他曾代表美国参加1976年夏季奥林匹克运动会拳击比赛，获得男子81公斤级金牌。